# Luitpoldhain (Nürnberg)

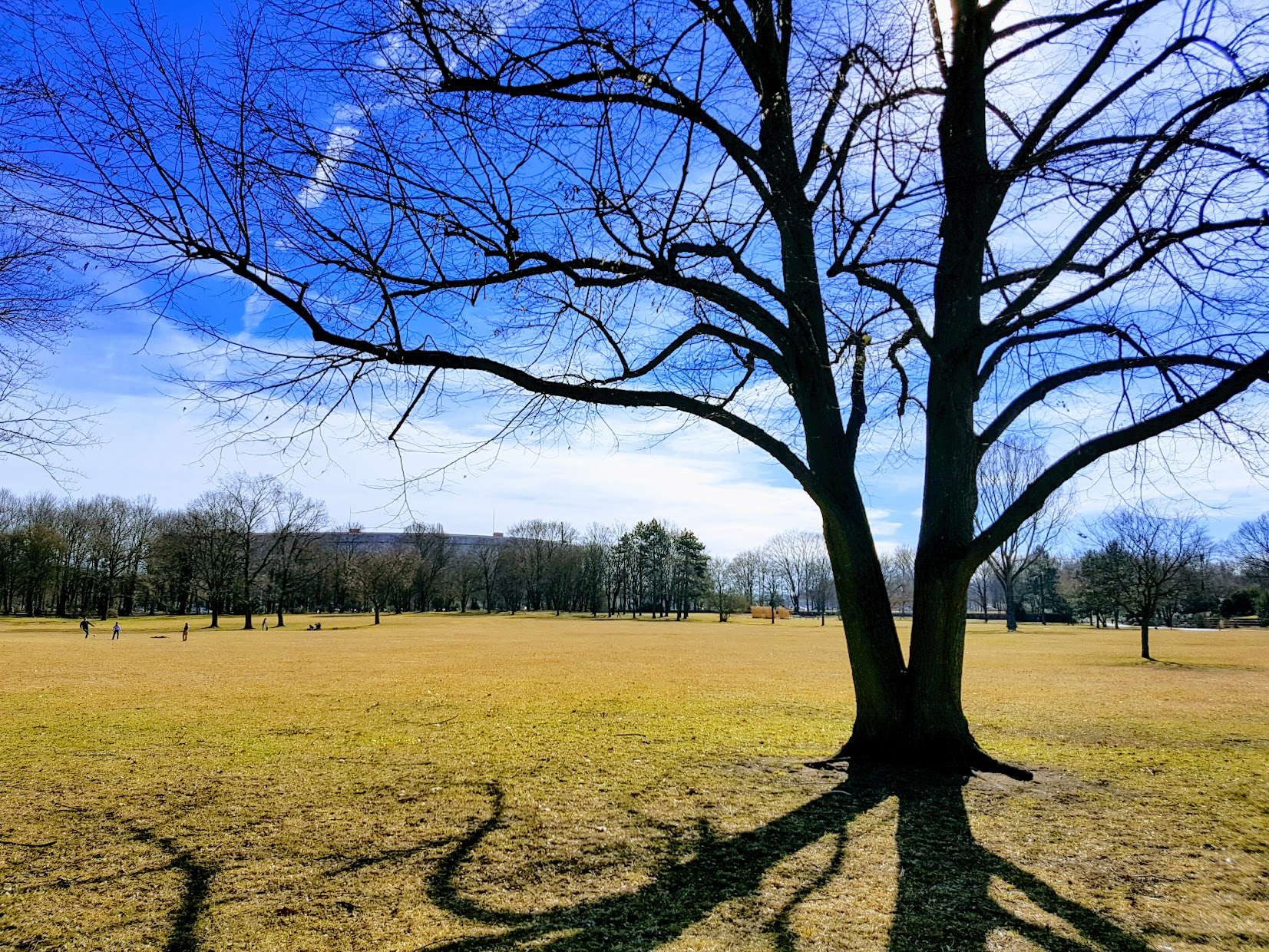
Luitpoldhain (2017)

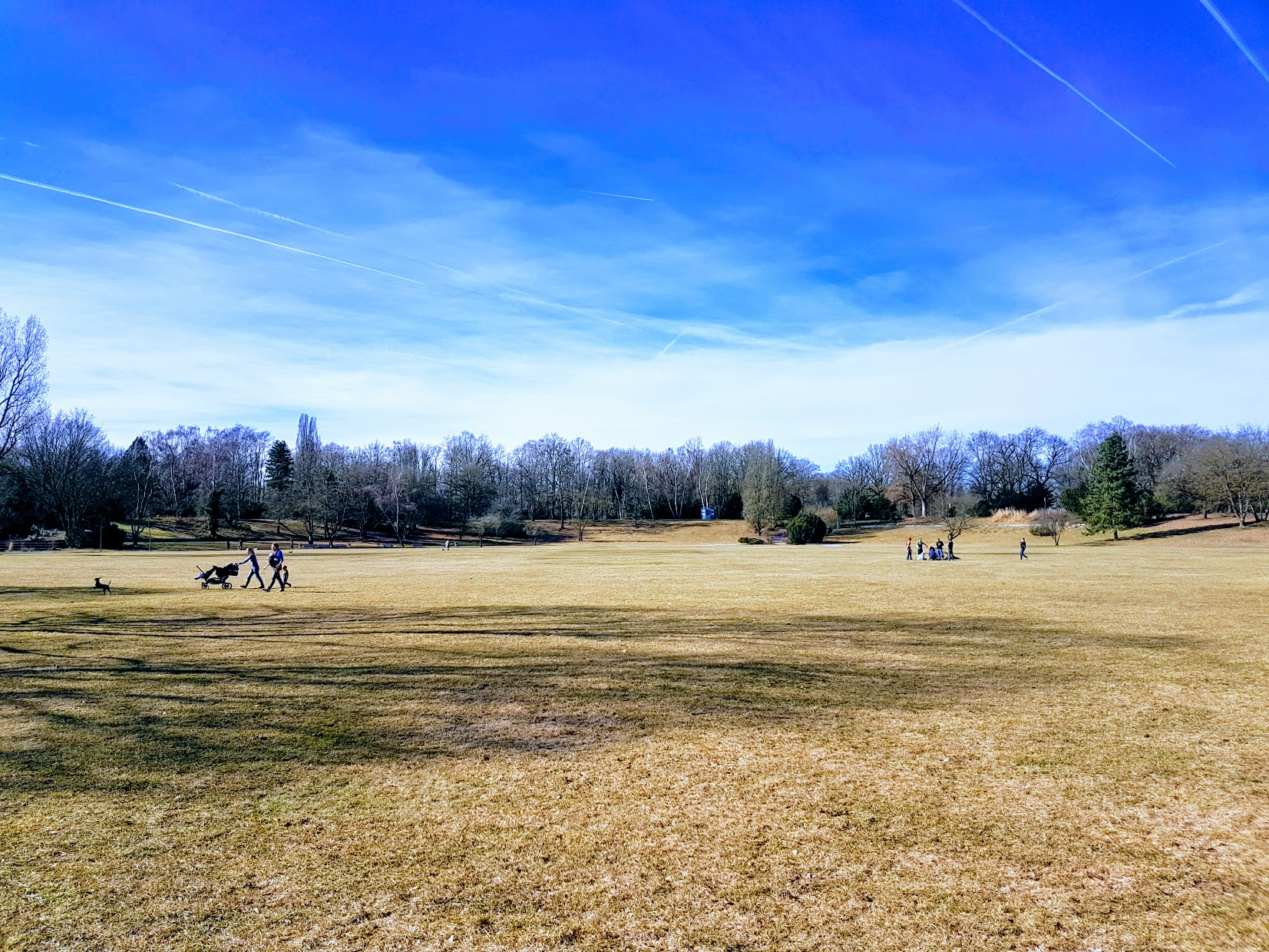
Luitpoldhain (2017)

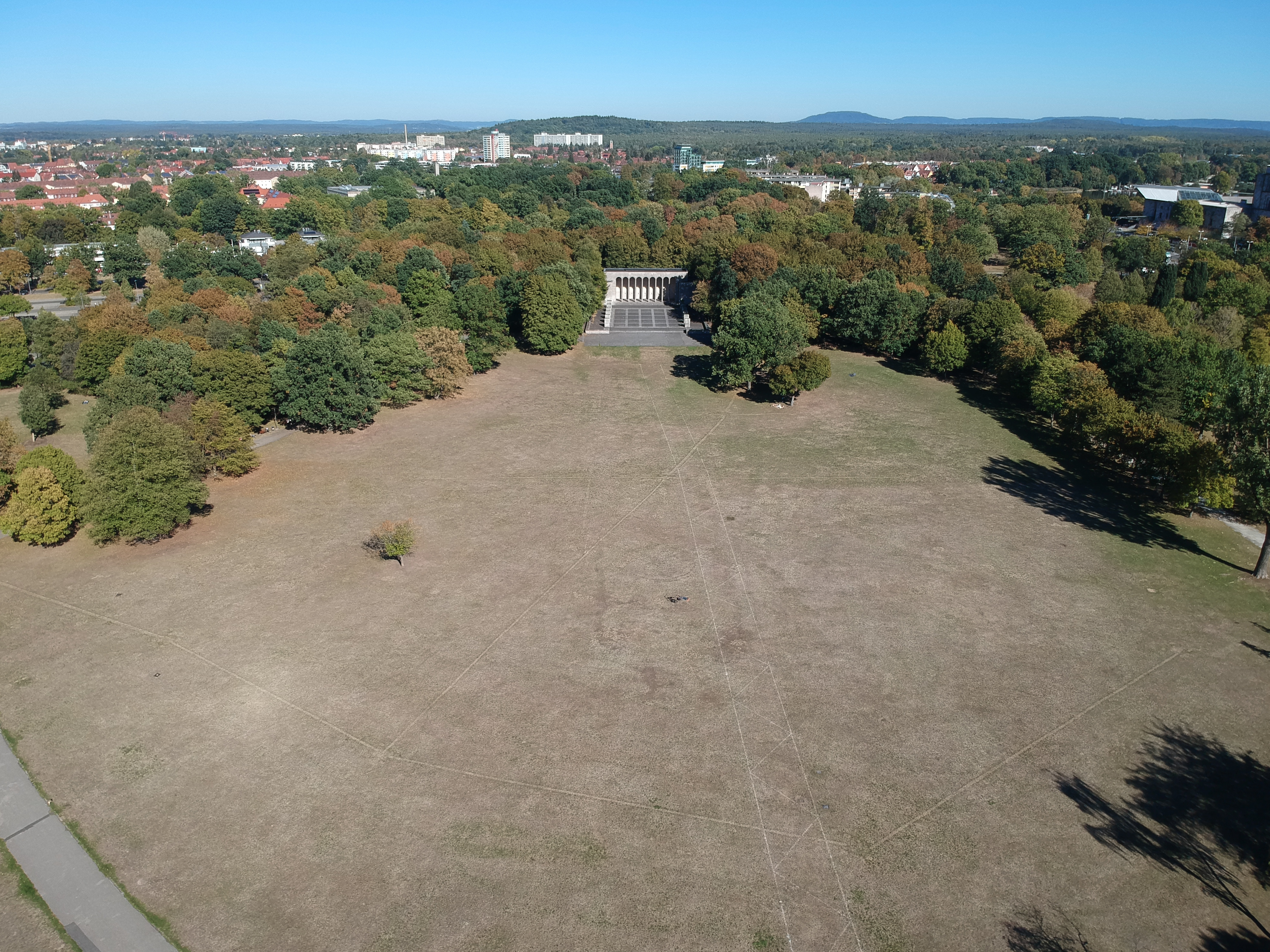
Luftbild des Luitpoldhaines mit der Ehrenhalle im Hintergrund (2018)

Der Luitpoldhain ist ein 21 Hektar großer Stadtteilpark in Nürnberg.

## Lage
Der Luitpoldhain liegt im Nürnberger Südosten nordwestlich des Volksparks Dutzendteich und erstreckt sich zwischen Münchener Straße, Bayernstraße und Schultheißallee.
Am nördlichen Rand steht die Meistersingerhalle. Im Süden führt eine Fußgängerbrücke über die Bayernstraße zum Volksfestplatz. Zusammen mit dem Volkspark Dutzendteich hat der Park eine Größe von 133,6 Hektar.

## Geschichte

Der Luitpoldhain vom Gefallenenehrenmal aus gesehen (Juli 2010)

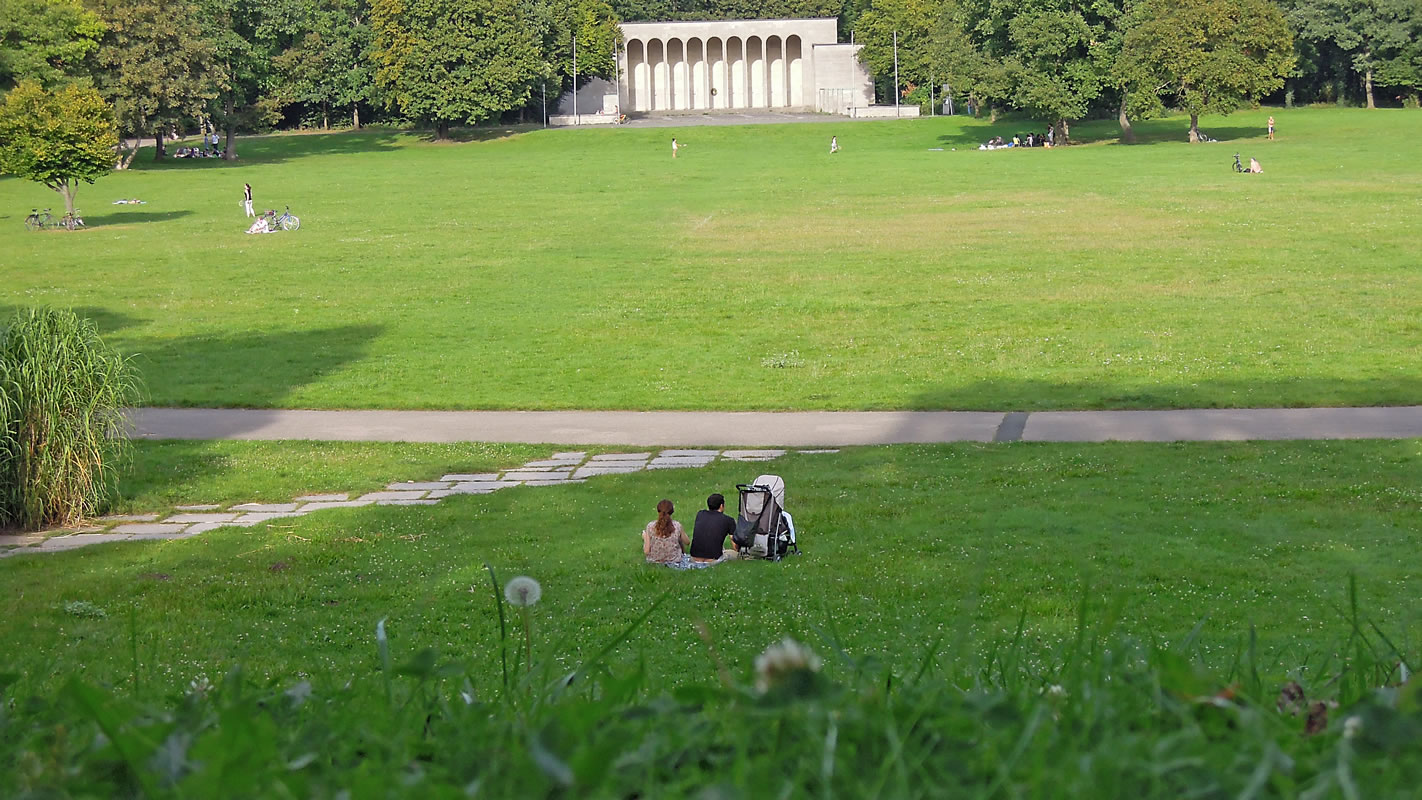
Ansicht auf den Luitpoldhain mit Ehrenhalle, 2011.

Seit dem 17. Jahrhundert war das Gebiet des Luitpoldhains Teil des Dutzendteichgeländes (siehe Volkspark Dutzendteich).
Nürnberg, ein wichtiger Industriestandort, richtete 1906 zum 100-jährigen Jubiläum der Zugehörigkeit zu Bayern die Bayerische Jubiläums-, Landes-, Industrie-, Gewerbe- und Kunstausstellung aus.
Dafür wurde nördlich des Dutzendteiches auf 700.000 m² Fläche eine Parklandschaft angelegt und Gebäude mit jugendstilähnlichen Fassaden errichtet. Der nördliche Teil des Ausstellungsgeländes wurde zu Ehren des damaligen Prinzregenten Luitpold „Luitpoldhain“ genannt. Die für die Ausstellung errichteten Gebäude wurden bis auf einen Leuchtturm und die Maschinenhalle wieder abgetragen. 
Die Maschinenhalle erhielt nach dem Umbau zur Veranstaltungshalle den Namen Luitpoldhalle. 
Im Jahr 1912 wurde auf einem Teil des Geländes der Jubiläumsausstellung und an den so genannten Nummerweihern der Alte Tiergarten mit über 800 Tieren angesiedelt. 1939 zog er an seinen heutigen Standort am Schmausenbuck um.
1927 fand im Luitpoldhain der erste Reichsparteitag der NSDAP statt. Beim zweiten NSDAP-Reichsparteitag 1929 banden die Nazis das fast fertiggestellte Gefallenenehrenmal (eingeweiht 1930 von Oberbürgermeister Hermann Luppe) in ihre Veranstaltung ein. Diese sogenannte Ehrenhalle war von der Stadt auf der östlichen Seite des Hains zum Gedenken an die über 9.000 Gefallenen der Stadt Nürnberg im Ersten Weltkrieg errichtet worden (Architekt: Fritz Mayer).
Nach der NS-Machtübernahme 1933 fand im Luitpoldhain der Reichsparteitag des Sieges statt. Im Vergleich zu den späteren Veranstaltungen wirkte er geradezu improvisiert: Hitler sprach im Luitpoldhain und auf der Zeppelinwiese noch auf aus Holz gezimmerten Tribünen.
Ab 1933 wurde die Parkanlage des Luitpoldhains im Rahmen der Planungen des Reichsparteitagsgeländes durch eine streng gegliederte Aufmarschfläche ersetzt, die sogenannte Luitpoldarena mit einer Fläche von 84.000 m². Gegenüber der Ehrenhalle errichtete man eine Rednertribüne. An der Ehrenhalle selbst wurde nun primär der nationalsozialistischen Toten beim Hitlerputsch von 1923 gedacht. Die direkte Verbindung zwischen Tribüne und Halle bestand aus einem breiten Granitweg.
In diesem Ensemble fanden während der Reichsparteitage die Aufmärsche von SA und SS vor bis zu 150.000 Zuschauern statt. Zentrale „Reliquie“ war die Blutfahne, die angeblich beim Hitlerputsch von den Nazis mitgeführt worden war. Bei der Blutfahnenweihe wurden neue Standarten von SA- und SS-Einheiten durch Berührung mit der Blutfahne „geweiht“.
Bei einem der ersten Luftangriffe auf Nürnberg im Zweiten Weltkrieg wurde am 28./29. August 1942 die Luitpoldhalle durch Bomben zerstört.

## Heutige Nutzung
Nach Ende des Zweiten Weltkriegs wurde der Luitpoldhain wieder in einen Park umgestaltet. 1959/60 wurden alle Bauten aus der Zeit des Nationalsozialismus abgetragen. Das Halbrund der Terrassen der Ehrentribünen ist noch zu erkennen.
2006 wurde das Rock-Festival Rock im Park wegen der bevorstehenden Fußball-Weltmeisterschaft vom Zeppelinfeld in den Luitpoldhain verlagert.
Der Park ist seit 2000 jedes Jahr Schauplatz des Klassik Open Airs, des größten Open-Air-Konzerts klassischer Musik in Europa mit jeweils über 100.000 Besuchern.
Im Südwesten befindet sich eine Minigolf-Anlage. Die großen Rasenflächen werden im Sommer als Liegewiesen benutzt.
Der Luitpoldhain ist die größte und bedeutendste Parkanlage in der mit Grünflächen stark unterversorgten Südstadt. Die Stadt Nürnberg plant einen neuen Konzertsaal auf dem kleinen Parkplatz westlich der Meistersingerhalle zu errichten.